# 筑紫野市立阿志岐小学校
筑紫野市立阿志岐小学校（ちくしのしりつ あしきしょうがっこう）は、福岡県筑紫野市阿志岐にある公立小学校。

## 沿革
- 1879年（明治12年）4月 - 開校[1]
- 1955年（昭和30年）3月1日 - 二日市町・山口村・筑紫村・御笠村・山家村の合併により筑紫郡筑紫野町立阿志岐小学校に改称
- 1972年（昭和47年）4月1日 - 市制施行により筑紫野市立阿志岐小学校に改称

## 教育目標
- ふるさとを愛し、豊かな心をもち、自ら学び、考え、子どもの育成

## 学校行事
| - 4月 始業式、入学式 - 5月 交通教室 - 6月 防犯教室、学習参観 | - 7月 - 8月 - 9月 学習参観 | - 10月 前期終業式、後期始業式、修学旅行 - 11月 自然教室 - 12月 田園マラソン | - 1月 学習参観 - 2月 学習参観 - 3月 お別れ集会、卒業式、修了式 |

## 通学区域
- 大字天山、大字岡田、大字吉木、大字阿志岐、大字牛島[2]

## 進学先中学校
- 筑紫野市立筑紫野中学校[2]

## 交通
- JR九州鹿児島本線二日市駅から西鉄バス柚の木バス停下車、東に徒歩約5分（450メートル）